# Кристин Хоконсдатер
Кристин Хоконсдатер (на старонорвежки: Kristín Hákonardóttir, на норвежки: Kristina Håkonsdatter) е норвежка принцеса и инфанта на Кралство Кастилия и Леон.

## Живот
Родена е през 1234 година в Берген, Норвегия. Дъщеря е на крал Хокон IV Хоконсон и Маргарет Скулесдатер. Сведения за Кристин Хоконсдатер се черпят от исландския поет и историограф Стурла Тордарсон, пристигнал в Норвегия през 1263 г. по покана на брата на Кристин – крал Магнус VI Лагабьоте, за да напише сага за техния баща Хокон Хоконсон, починал през същата 1263 г. Към този момент Кристин също вече е била покойница, но Стурла Тордасон имал възможност да се срещне с много нейни съвременници в норвежкия двор, които я познавали добре.
През 19 в. норвежкият историк Петер Андреас Мунк също разказва историята на Кристин в своя труд „Det norske folks historie“ („История на норвежкия народ“), публикуван през 1850 г.

Сагата разказва как крал Хокон Хоконсон изпратил през 1255 г. в Кастилия пратеничество с дарове от ловни соколи и кожи и когато на следващата година пратениците се върнали в Норвегия, те били придружени от високопоставени представители на испанския двор, които поискали от краля дъщеря му Кристин за съпруга на някой от братята на Алфонсо X. Хокон Хоконсон, който малко преди това бил загубил сина си Хокон Младши, починал от болест (вероятно чума) в края на април/началото на май 1257 г., се отнесъл много внимателно към това предложение и след като обсъдил въпроса със своите съветници, дал съгласието си при условие, че на Кристин бъде предоставена възможност сама да избере бъдещия си съпруг сред тези кандидати. 
Кристин напуска Норвегия през лятото на 1257 г. с внушителна свита от над 100 души, прекосяват Северно море, преминават Ла Манша до Нормандия и след това Франция на коне до границата с Каталония. В Барселона ги посреща крал Хайме I Арагонски, който остава поразен от красотата на Кристин. Най-накрая на 3 януари 1258 г. процесията стига до Валядолид, където са посрещнати много топло и Кристин най-после се запознава с братята на Алфонсо X и избира най-младият от тях, Филипе Кастилски, който е само три години по-възрастен от нея. Сватбената церемония се състояла на 31 март 1258 в катедралата във Валядолид. Двойката нямала деца, а Кристин умира четири години по-късно на възраст 28 години и е погребана в Севиля.
През 1952 г. саркофагът, където почиват тленните ѝ останки, е отворен при извършване на реставрационни работи. След извършване на изследвания в доклада си учените констатират, че намерените материи в ковчега са от 13 в., а частично мумифицираният скелет е на млада жена с ръст 1,72 см, стройна и с напълно запазени здрави зъби.